# Paula Jai Parker
Paula Jai Parker (* 19. August 1969 in Cleveland, Ohio) ist eine US-amerikanische Schauspielerin und Comedian.
Paula Jai Parker wuchs in Cleveland auf, studierte aber ab 1987 in Washington, D.C. und schloss mit dem Bachelor of Arts ab. Sie zog nach New York City und begann als Comedian in Clubs. Dabei brachte sie es bis ins Apollo Theater. Friday war ihr erster Spielfilm 1995.
Sie ist seit 2005 mit Forrest D. Martin verheiratet.

## Filmografie (Auswahl)
- 1995: Friday
- 1995: Tales from the Hood
- 1995–1996: The Wayans Bros. (Fernsehserie, 12 Folgen)
- 1996: Hip Hop Hood – Im Viertel ist die Hölle los (Don’t Be a Menace to South Central While Drinking Your Juice in the Hood)
- 1997: Sprung – Jetzt oder nie (Sprung)
- 1998: Woo
- 1998: Why Do Fools Fall in Love – Die Wurzeln des Rock ’n’ Roll (Why Do Fools Fall In Love)
- 1999: The Breaks
- 1999: Snoops – Charmant und brandgefährlich (Snoops, Fernsehserie, 13 Folgen)
- 2000: Ein Hauch von Himmel (Touched By An Angel, Fernsehserie, Folge 7x07)
- 2001: 30 Years to Life
- 2001–2005: Die Prouds (Fernsehserie, 52 Folgen, Stimme)
- 2002: High Crimes – Im Netz der Lügen (High Crimes)
- 2002: Nicht auflegen! (Phone Booth)
- 2004: She Hate Me
- 2004: My Baby’s Daddy – Groove-Alarm am Wickeltisch (My Baby's Daddy)
- 2004: Ray
- 2005: Hustle & Flow
- 2005: Animal – Gewalt hat einen Namen (Animal)
- 2006: Idlewild
- 2006: The Genius Club
- 2007: Cover
- 2007: Side Order of Life (Fernsehserie, 7 Folgen)
- 2009: Fear Itself (Fernsehserie, Folge 1x09)
- 2010: My Name Is Earl (Fernsehserie, Folge 4x13)
- 2011: The Mentalist (Fernsehserie, Folge 3x01)
- 2011: King of the Underground
- 2012: Let's Stay Together (Fernsehserie, Folge 2x15)
- 2012–2019: Family Time (Fernsehserie, 27 Folgen)
- 2013: When a Woman's Fed Up
- 2013: Life of a King – Think before you move
- 2013: Pastor Shirley
- 2013: The Exes (Fernsehserie, Folge 2x08)
- 2013: The Soul Man (Fernsehserie, Folge 2x06)
- 2013–2014: True Blood (Fernsehserie, 5 Folgen)
- 2014: Front Seat Chronicles (Fernsehserie, Folge 3x08)
- 2014: 4Play
- 2014: Patterns of Attraction
- 2014: Act of Faith
- 2015: The Summoning
- 2016: Last Call at Murray's
- 2016: Recovery Road (Fernsehserie, 4 Folgen)
- 2017: Navy CIS: L.A. (NCIS: Los Angeles, Fernsehserie, Folge 9x10)
- 2018: Hey, Mr. Postman!
- 2018: 9-1-1: Notruf L.A. (9-1-1, Fernsehserie, Folge 3x04)
- 2019: Black Jesus (Fernsehserie, 4 Folgen)
- 2019–2022: Crown Lake (Fernsehserie, 18 Folgen)
- seit 2019: A House Divided (Fernsehserie)
- 2020: Criminal Minds (Fernsehserie, Folge 15x01)
- 2020: Blinders
- 2020: Them – Covenant (Fernsehserie, 3 Folgen)
- 2021: Queen Sugar (Fernsehserie, 6 Folgen)
- seit 2022: Die stolze Familie: Lauter und stolzer (The Proud Family: Louder and Prouder, Stimme von Trudy)
- 2022: American Gigolo (Fernsehserie, Folge 1x05)
- 2022: All Rise – Die Richterin (All Rise, Fernsehserie, Folge 3x05)
- 2022: A Miracle Before Christmas
- 2023: Kings of L.A.
- 2023: Sasha Lanes
- 2023: The Furry Fortune
- 2024: The Block Trilogies (Fernsehserie, 2 Folgen)